# Viernsel
Das Viernsel war ein Volumen- und Getreidemaß in verschiedenen deutschen Kleinstaaten am Oberrhein. Die Abweichungen waren kleine tolerierbare Größen.

## Großherzogtum Baden
- 1 Viernsel = 1403 Pariser Kubikzoll = 27 4/5 Liter
- 1 Malter = 4 Viernsel (glattes Getreide, wie Weizen, Roggen, Gerste) = 4 ½ Viernsel (raues Getreide wie Hafer und Dinkel)

## Heidelberg(Großherzogtum Baden)
- 1 Viernsel = 1404 3/16 Pariser Kubikzoll = 27,854 Liter
- 1 Malter = 4 Viernsel (glattes Getreide, wie Weizen, Roggen, Gerste) = 4 ½ Viernsel (raues Getreide, wie Hafer und Dinkel) = 8 Simri/Simmer = 16 Vierling = 32 Invel = 128 Mässchen = 5616 ¾ Pariser Kubikzoll = 11,416 Liter = 4 ½ Viernsel (raues Getreide, wie Hafer und Dinkel) = 6319,84 Pariser Kubikzoll = 125,343 Liter

## RheinprovinzBayern
- 1 Viernsel = 1260 3/10 Pariser Kubikzoll = 25 Liter
- 1 Viernsel = ½ Hektoliter= 2 Simmer = 8 Viernling

## Großherzogtum Hessen
- 1 Viernsel = 1378 3/5 Pariser Kubikzoll = 27 1/3 Liter
- 1 Viernsel = 1 Simmer = 4 Kumpf = 16 Gescheid = 64 Mäßchen = 256 Schrott

## Wiesbaden(Herzogtum Nassau)
- 1 Viernsel = 1378 2/3 Pariser Kubikzoll = 27 8/25 Liter
- 1 Malter = 4 Viernsel
- 1 Viernsel = 4 Kumpfe = 16 Gescheid